# آديلا بانكهرست
آديلا كونستانتيا ماري والش (اسم الميلاد بانكهرست 19 يونيو 1885 - 23 مايو 1961) ناشطة في مجال حق المرأة في الاقتراع، بريطانية المولد. عملت منظِّمة سياسية للاتحاد الاجتماعي والسياسي للمرأة في اسكتلندا. انتقلت في عام 1914 إلى أستراليا حيث واصلت نشاطها وشاركت في تأسيس كل من الحزب الشيوعي الأسترالي وحركة أستراليا الأولى.

## حياتها المبكرة
ولدت بانكهرست في 19 يونيو من عام 1885 في مانشستر، إنجلترا، ضمن عائلة منغمسة في السياسة: والدها ريتشارد بانكهرست، اشتراكي ومرشح لبرلمان المملكة المتحدة، ووالدتها إميلين بانكهرست (اسم الميلاد غولدن) من سلالة مانكسيون، قادت شقيقتيها سيلفيا وكريستابيل حركة حق الاقتراع البريطانية. التحقت بانكهرست بكلية ستودلي للبستنة المخصصة للنساء في وركشير، ومدرسة مانشستر الثانوية للبنات.

## المملكة المتحدة
انخرطت بانكهرست عندما كانت مراهقة، في الاتحاد الاجتماعي والسياسي المتشدد للمرأة الذي أسسته والدتها وشقيقتيها.
عرقلت آديلا اجتماعًا للحزب الليبرالي (المملكة المتحدة) وحُكم عليها بالسجن لمدة سبعة أيام في يونيو من عام 1906. وفي وقت لاحق من ذلك العام، كانت جزءًا من المجموعة التي دخلت مجلس العموم رغبةً في التحدث مع أعضاء المجلس. قُبض على تسع نساء منهن إميلين بيثيك لورانس وآن كوبدن ساندرسون وشارلوت ديسبارد وتيريزا بيلينغتون غريغ وماري غاوثورب ودورا مونتيفيوري.
انضمت بانكهرست في نوفمبر من عام 1909 إلى الاحتجاج الذي أوقف خطاب ونستون تشرشل في دائرته الانتخابية في دندي. قُبض عليها مع هيلين أركديل وكاثرين كوربيت ومود يواكيم. وكانت بانكهرست قد صفعت شرطيًا يحاول طردها من المبنى. على الرغم من إضرابها عن الطعام هناك، لم تُجبر على تناول الطعام قسريًا إذ قيّم محافظ السجن والمشرف الطبي «أن قلبها مُجهَد».
أصبح إيغل هاوس بالقرب من باث في سومرست ملجًا مهمًا للناشطات من أجل حق المرأة في الاقتراع اللواتي أطلق سراحهن من السجن. زرع والدا ماري بلاثويت أشجارًا هناك بين أبريل من عام 1909 ويوليو من عام 1911 لإحياء ذكرى إنجازات الناشطات من أجل حق المرأة في الاقتراع بما في ذلك والدة بانكهرست، إميلين، وشقيقتها كريستابيل وكذلك آني كيني وشارلوت ديسبارد وميليسنت فاوست والليدي ليتون. عُرفت الأشجار هناك باسم «مشتل آني» تيمنًا باسم آني كيني، بالإضافة إلى «بركة بانكهورست» التي وجدت ضمن الأرض.
دعيت بانكهرست إلى إيغل هاوس في عامي 1909 و1910. وزرعت شجرة أرز الهيمالايا في 3 يوليو من عام 1910. وُضعت لويحة باسمها وصورة لها مرة أخرى بفضلٍ من الكولونيل لينلي بلاثويت.
كانت كريستابيل المفضلة لدى والدتها واتخذت الاثنتان من الاتحاد الاجتماعي والسياسي للمرأة منظمة خاصة لهما. اختلفتا مع العديد من المتطوعات والمؤيدات البارزات ومن بينهن سيلفيا بانكهرست وآديلا بانكهرست. آمنت كل من الأخيرتين بالاشتراكية بينما كانت الأم إميلين والشقيقة كريستابيل تضغطان من أجل التصويت لصالح نساء الطبقة المتوسطة. طُردت سيلفيا من الاتحاد وأنشأت مجموعتها المنشقة في شرق لندن. يُقال إن كريستابيل قالت لسيلفيا: «لا يهمني إن وجد مئة من صنفك، لكن واحدة من آديلا كثيرٌ جدًا». مُنحت بانكهرست 20 جنيهًا إسترلينيًا وتذكرة سفر إلى أستراليا ورسالة تعرّفها بفيدا غولدشتاين. كانت بانكهرست من بين المجموعة الأولى من المناصرات لحق المرأة في التصويت اللواتي أضربن عن الطعام في أثناء وجودهن في السجن. استهدفتها الشرطة كناشطة بارزة وحصلت على وسام الإضراب عن الطعام «لشجاعتها» من الاتحاد الاجتماعي والسياسي للمرأة.